# مات مولوي
مات مولوي (بالإنجليزية: Matt Molloy)‏ هو موسيقي أيرلندي، ولد في 12 يناير 1947 في Ballaghaderreen ‏ في جمهورية أيرلندا.

## وصلات خارجية
- الموقع الرسمي
- مات مولوي على موقع IMDb (الإنجليزية)
- مات مولوي على موقع ميوزك برينز (الإنجليزية)
- مات مولوي على موقع أول ميوزيك (الإنجليزية)
- مات مولوي على موقع ديسكوغز (الإنجليزية)